# Abeokuta
Abeokuta je glavni grad nigerijske savezne države Ogun. Leži u jugozapadnoj Nigeriji, u blizini Lagosa, Ibadana i granice s Beninom.
Željeznicom je grad povezan s Kanom i Ibadanom na sjeveru te Lagosom na jugu. Također ima i zračnu luku Ogun Agro. Glavne su djelatnosti stanovništva trgovina i poljoprivreda.
Prema popisu iz 1991., Abeokuta ima 352.735, a prema procjeni iz 2010. 801.282 stanovnika.
Podrijetlom iz Abeokute su književnik Wole Soyinka i političar Olusegun Obasanjo.

## Vanjske poveznice

### Ostali projekti
|  | Zajednički poslužitelj ima još gradiva o temi Abeokuta |